# Bahía de la Cruzada
Bahía de la Cruzada (en inglés: Keppel Sound) es una bahía ubicada al norte del archipiélago de las Malvinas, que según la Organización de las Naciones Unidas (ONU), está en litigio de soberanía entre el Reino Unido, quien la administra como parte del territorio británico de ultramar de las Malvinas, y la Argentina, quien reclama su devolución, y la integra en el departamento Islas del Atlántico Sur de la provincia de Tierra del Fuego, Antártida e Islas del Atlántico Sur.
Esta bahía se encuentra al norte de la Isla Gran Malvina, estando delimitada por las islas de Borbón, Rasa, Vigía y Golding. Hay una serie de pequeños islotes en el interior de la misma, el más notable de los cuales es el islote Pequeño Vigía.
Al sudoeste de esta bahía se encuentra el Puerto de la Cruzada, con el que se comunica por una vía de agua que separa a las islas Vigía y Gran Malvina.